# Thibivillers
Thibivillers é uma comuna francesa na região administrativa de Altos da França, no departamento de Oise. Estende-se por uma área de 6,35 km². Em 2010 a comuna tinha 178 habitantes (densidade: 28 hab./km²).